# Hatier
Les Éditions Hatier sont une maison d'édition française spécialisée dans les ouvrages scolaires, devenue filiale de Hachette Livre en 1996.
Fondées en 1880 par Alexandre Hatier, les éditions  Hatier  occupent aujourd'hui la troisième place comme éditeur d'éducation en France. Ce groupe  réalise par ailleurs 20 % de son activité à l'étranger via des filiales au Brésil, Maroc, Algérie, Côte d'Ivoire et en Espagne.

## Présentation de l'entreprise
Les bureaux des éditions Hatier sont situés au 8 à 8 bis rue d'Assas dans le VIe arrondissement de Paris. Le Groupe Alexandre Hatier (GAH) regroupe, outre Hatier :
- les éditions Foucher, spécialistes de l'enseignement technique et professionnel, industriel et tertiaire,
- les éditions Didier, Didier FLE et Didier Jeunesse
- les éditions Rageot, romans pour la jeunesse et notamment la collection "Cascade".

Hatier occupe la première place dans le parascolaire, en France.

## Histoire
Maison d'édition créée en 1880 par Alexandre Hatier, la Librairie Hatier commence par publier des livres de prix, puis se fait connaître dès 1886 par ses premiers ouvrages scolaires, des livres de sciences naturelles ou plutôt de « leçons de choses » pour l'école primaire : les Brémant. Très vite, ces premiers titres connaissent un grand succès.
En 1900, Alexandre Hatier édite le premier Bescherelle. 
En 1910, paraît L'Histoire de la littérature française, de Desgranges, conçue pour les classes de lettres, bientôt suivie par les fameux Classiques pour tous, collection consacrée aux œuvres, annotées et commentées, de la littérature française et étrangère, et utilisée par plusieurs générations d'écoliers et d'étudiants.
En 1912, le rachat des Éditions Juven facilite l'introduction d'Hatier dans l'enseignement supérieur. À partir de 1920 paraissent les premiers Cours de grec et de latin de Charles Georgin, qui se taillent une belle part de marché dans l'enseignement secondaire pendant de longues décennies.  
En 1930, sont publiés les premiers titres des collections d'histoire, de géographie et de sciences naturelles. Autant de rentes de situation qui, en un demi-siècle, vont progressivement placer la maison parmi les trois grands de l'édition « classique ».
À la disparition d'Alexandre Hatier, en 1927, la continuité est assurée par une direction familiale qui va poursuivre l'activité d'origine. En effet, la fille, Blanche, puis les petits-fils du fondateur, Jean et Michel Foulon, vont prendre la tête de l'entreprise. Celle-ci poursuit sa progression après la Seconde Guerre mondiale, diversifiant sa production dans toutes les matières de l'enseignement primaire et secondaire. La maison met déjà en avant le « savoir-faire Hatier », mélange de respect des traditions et d'innovation pédagogique tempérée, assortis d'un soin très attentif porté à la fabrication des livres et à leur présentation graphique.
À partir des années 1970, les Éditions Hatier se développent activement dans le domaine du parascolaire et y prennent une place de numéro un qui, à ce jour, n'est toujours pas contestée. Les collections Bescherelle, pour l'apprentissage de la conjugaison, ou Profil, dont les volumes présentent divers aspects d'une œuvre littéraire, d'un thème culturel ou d'un sujet d'actualité, font toujours référence dans leurs domaines respectifs. Les séries Prépabac, Annabac, Ratus ont un succès régulier. L'offre « plurimédia » avec des cédéroms et des sites web accompagnant ses manuels complète le catalogue de manière dynamique.
Bernard Foulon, arrière-petit-fils d'Alexandre Hatier, prend la direction des éditions en 1990. Depuis, une continuelle diversification de la production a permis de consolider la position d'Hatier dans le domaine de la recherche pédagogique, de la formation et de l'éducation.
En 1996 le Groupe Alexandre Hatier, intègre le groupe Hachette. Il est actuellement dirigé par Célia Rosentraub, directrice générale depuis le 1er juillet 2009, anciennement chez Henkel et aux Éditions Atlas.
En février 2011, Hatier adopte un nouveau logo qui pourra changer de couleur selon les livres. Ce nouveau logo, réalisé par l'agence Brandimage, traduit une volonté de réaffirmer les valeurs de la marque : dynamisme, accessibilité et innovation.

### Identité visuelle (logotype)

Logo de 1992 à février 2011.
Logo depuis février 2011.

## Direction de l'entreprise
Gérante : Nathalie Jouven
Célia Rosentraub est la directrice générale de Hatier depuis le 1er juillet 2009. Elle succède à Marie-Noëlle Audigier.

## Collections importantes

### Annabac

Logo d'Annabac depuis 2016

La collection Annabac est une collection de livres de révision proposant des annales de sujets proposés aux examens nationaux du baccalauréat des années précédentes ou des sujets originaux. Le nom Annabac vient de la contraction de deux mots : « annales » et « baccalauréat ». Les « Annabac » sont publiés chaque année vers la fin du mois d'août pour proposer les sujets tombés lors de la session de juin de l'année en cours. Les ouvrages mentionnant alors l'année suivante sur leur couverture. Par exemple, les ouvrages parus en août 2015, qui comportent les sujets du baccalauréat 2015, mentionnent l'année 2016 sur leur couverture. 
Jusqu'à la fin des années 2000, la collection proposait deux types d'ouvrages : 
- Les ouvrages comportant uniquement les sujets sans les corrigés (code-couleur vert sur la couverture)
- Les ouvrages comportant les sujets et les corrigés (code-couleur rouge)

Depuis la fin des années 2000, le deuxième type d'ouvrage est devenu largement majoritaire, la mise à disposition gratuitement sur internet des sujets des années précédentes réduisant l'attractivité du premier type d'ouvrage.

### Annabrevet

Logo d'Annabrevet depuis 2016

La collection Annabrevet est une collection de livres de révision proposant des annales de sujets proposés aux épreuves du diplôme national du brevet des années précédentes ou des sujets originaux. Elle partage beaucoup de points communs avec la collection « Annabac » à commencer par sa charte graphique quasiment identique (seule la couleur de la couverture - verte au lieu de bleu pour Annabac - varie). 

### Profil

La collection Profil est une collection d’ouvrages parascolaires des éditions Hatier, éditée au format poche, elle comporte plusieurs séries (Profil d'une œuvre, Profil Pratique...) destinées aux lycéens et collégiens.

### Initial

La collection Initial est une collection d’ouvrages de références des éditions Hatier au format poche (bien qu'un peu plus grand que le format classique 10x18). 
Cette collection publie :
- Plusieurs dictionnaires spécialisés dans les domaines des sciences sociales, en histoire ou géographie
- Des ouvrages portant sur les auteurs célèbres des sciences sociales
- Des manuels d'histoire ou de géographie, c'est notamment dans cette collection que sont publiés les 4 tomes de l'Histoire du XXe siècle de Serge Berstein et Pierre Milza

La collection est divisée en 3 domaines : Histoire-Géographie (signalée par un code couleur bleu sur la couverture), Sociologie-Politique (code couleur vert) et Économie (code couleur rouge). Le Dictionnaire d'économie et de sciences sociales de Jean-Yves Capul et Olivier Garnier était publié dans cette collection jusqu'à la fin des années 1990 (il est désormais publié en hors-collection).

### Classique & Cie
La collection Classique & Cie est une collection d'œuvres classiques rééditées au format poche (le format est similaire au format classique 10x18 bien qu'un peu plus large). La collection, en plus du texte original (intégral ou non) ou de l'anthologie de textes, propose un dossier comprenant des repères historiques ou culturels ainsi qu'un corpus d'autres œuvres en lien avec le(s) texte(s) proposé(s). La collection propose 4 séries :
- Lycée
- Collège
- Philosophie
- BTS

La maquette de la collection a évolué en 2011, en même temps que le changement de logo de la maison. Désormais, chaque série se voit attribuer une couleur particulière : rouge pour le lycée, jaune pour le collège, vert pour la philosophie et bleu pour la série BTS.